# Кимозеро
Кимозеро — пресноводное озеро на территории Подпорожского городского поселения Подпорожского района Ленинградской области.

## Общие сведения
Площадь озера — 3,5 км², площадь водосборного бассейна — 16,4 км². Располагается на высоте 121,8 метров над уровнем моря.
Форма озера дугообразная, продолговатая: оно почти на четыре километра вытянуто с северо-запада на юго-восток. Берега каменисто-песчаные, преимущественно возвышенные.
Из юго-восточной оконечности Кимозера вытекает безымянный водоток, который, протекая через Сяргозеро, впадает с правого берега в реку Вытмусу, впадающую, в свою очередь, в Шокшозеро. Из последнего берёт начало река Шокша, впадающая в Оять, левый приток Свири.
По центру озера расположен один небольшой остров без названия.
Вдоль северо-восточного берега озера проходит дорога местного значения 41К-016 («Станция Оять — Алёховщина — Надпорожье — Плотично (от автодороги „Кола“)»).
Населённые пункты вблизи водоёма отсутствуют.
Код объекта в государственном водном реестре — 01040100811102000015661.